# Přemyslovići
Přemyslovići (češ. Přemyslovci, polj. Przemyślidzi), češka vladarska dinastija koja je vladala od 9. stoljeća do 1306. godine. Osnivač joj je legendarni Přemysl, seljak kojega je kneginja Libuša izabrala za muža i suvladara.

## Povijest
Prvi povijesno utvrđeni Přemyslovići su kneževi Borivoj i Zbignjev (Spytihněv). Poslije propasti Velikomoravske kneževine, težište državne organizacije premješteno je na područje Češke gdje su borbu za primat vodili članovi obitelji Přemyslovića i Slavnikovaca. S vremenom su prevladali Přemyslovići porazivši svoje rivale.
Nakon poraza Mađara na Leškom polju 955. Přemyslovići su proširili svoju vlast na teritorij Moravske. Češko-moravska država vodila je stalne ratove sa Svetim Rimskim Carstvom, Poljacima i Mađarima.
Nasljedni kraljevski naslov priznat je Přemyslovićima za Přemysla Otakara I. 1198. godine, a sustav primogeniture prihvaćen je 1216. Kralj Přemysl Otakar II. (1253. – 1278.) držao je pod svojom vlašću, osim Češke i Moravske, još Austriju, Štajersku, Korušku, Kranjsku, Furlaniju, Akvilejsku patrijaršiju i Istru.[nedostaje izvor] Kao najmoćniji kralj tog doba bio je poznat širom Europe, više puta se neuspješno kandidiravši za cara Svetog Rimskog Carstva, a spominje ga i Dante u „Božanstvenoj komediji“.[nedostaje izvor]
Vaclav II. proširio je krajem 13. stoljeća svoju vlast i na Poljsku. Posljednji vladar iz dinastije Přemyslovića bio je Vaclav III. koji je ubijen 1306. godine.

## Popis vladara iz dinastije Přemyslovića

### Češki knezovi
- Borivoj I. (o. 870. – 889.)
- Zbignjev I. (894. – 915.)
- Vratislav I. (915. – 921.)
- Sveti Vjenceslav I. (Vaclav) (921. – 935.)
- Boleslav I. Okrutni (935. – 967.)
- Boleslav II. Pobožni (967. – 999.)
- Boleslav III. Crvenokosi (999. – 1002.)
- Vladivoj (1002. – 1003.)
- Boleslav III. (1003.) - ponovno
- Boleslav Hrabri (1003. – 1004.)
- Jaromir (1004. – 1012.)
- Ulrik (Oldřich) (1012. – 1033.)
- Jaromir (1033. – 1034.) - ponovno
- Ulrik (1034.) - ponovno
- Bretislav I. (1035. – 1055.)
- Zbignjev II. (1055. – 1061.)
- Vratislav II. (1061. – 1092.), kralj (1085. – 1092.) kao Vratislav I.
- Konrad I. (1092.)
- Bretislav II. (1092. – 1100.)
- Borivoj II. (1101. – 1107.)
- Svatopluk (1107. – 1109.)
- Vladislav I. (1109. – 1117.)
- Borivoj II. (1117. – 1120.) - ponovno
- Vladislav I. (1120. – 1125.) - ponovno
- Sobjeslav I. (1125. – 1140.)
- Vladislav II. (1140. – 1172.), kralj (1158. – 1172.) kao Vladislav I.
- Fridrik (Bedřich) (1172. – 1173.)
- Sobjeslav II. (1173. – 1178.)
- Fridrik (1178. – 1189.) - ponovno
- Konrad II. Oton (1189. – 1191.)
- Vaclav II. (1191. – 1192.)
- Přemysl Otakar I. (1192. – 1193.)
- Henrik Bretislav III. (1193. – 1197.)
- Vladislav III. Henrik (1197.)
- Přemysl Otakar I. (1197. – 1198.)

### Češki kraljevi
- Přemysl Otakar I. (1198. – 1230.)
- Vaclav I. (1230. – 1253.)
- Přemysl Otakar II. (1253. – 1278.)
- Vjenceslav II. (1278. – 1305.)
- Vjenceslav III. (1305. – 1306.)